# 피오트르 마와호프스키
피오트르 마와호프스키(폴란드어: Piotr Małachowski, 1983년 6월 7일~)는 폴란드의 육상 선수로 주 종목은 원반던지기이다. 2008년 하계 올림픽에서 은메달을 획득했다.

## 경력
1983년 마조프셰주 주로민에서 태어났다. 인근의 비에준에서 성장했으며 치에하누프에서 학교 생활을 했다. 학교를 다닐 때 육상 원반던지기를 시작했으며 가능성을 인정받고 토마시 마예프스키와 함께 육삼 감독인 비톨트 수스키의 지도를 받았다.
2008년 8월 19일 중화인민공화국 베이징에서 열린 2008년 하계 올림픽 원반던지기 종목에서 67.82m의 기록으로 에스토니아의 게르드 칸테르의 뒤를 이어 은메달을 획득했다.
2009년에는 독일 베를린에서 열린 2009년 세계 선수권 대회에 참가했다. 마와호프스키는 손가락 부상을 딛고 69.15m로 폴란드 기록을 갱신, 2008년 올림픽 우승자인 칸테르를 제치고 독일의 로베르트 하르팅의 뒤를 이어 은메달을 획득했다.